# Dinosaur King
Pour les articles homonymes, voir Dinosaur King (homonymie).
Dinosaur King (古代王者恐竜キング, Kodai Ōja Kyōryū Kingu) est un dessin animé en 79 épisodes de 22 minutes créé par Katsuyoshi Yatabe et diffusé du 4 février 2007 au 31 août 2008 sur TV Asahi.
En France, elle a été diffusée à partir du 27 août 2008 sur France 3 dans Toowam et sur Canal J.

## Série télévisée
Dans la saison 1, au Japon, Max, Rex et Zoé trouvent, à l'emplacement d'une chute de météorite, trois pierres, chacune marquée d'un élément précis (éclair, vent et herbe), ainsi qu'un étrange conteneur en forme d'œuf dans lequel se trouve une carte représentant un tricératops. En passant la carte dans la pierre éclair, Max la change en un Triceratops vivant, qui apparaît d'abord adulte, puis sous sa forme de bébé dinosaure. Max s'attache au dinosaure, qu'il baptise Chomp, et, en usant des pierres, Reese, la sœur de Zoé, crée des appareils, les Dinopods, des appareils qui permettent d'utiliser plus facilement les pierres et permettant en plus de rester en contact avec le Labo-D. Mais, peu après, Max et Chomp survivent de justesse à une confrontation avec un Tyrannosaurus utilisé par le Gang Alpha, un étrange groupe ayant tenté de s'emparer de Chomp. Les héros comprennent vite qu'il y a en réalité plusieurs cartes de dinosaures similaires partout dans le monde, susceptibles de s'activer à n'importe quel moment, et que le Gang Alpha cherche à toutes les récupérer dans leur intérêt. Après que Rex et Zoé ont obtenu leurs propres dinosaures, respectivement un Carnotaurus nommé Ace et une Parasaurolophus nommée Paris, une compétition pour obtenir les cartes débute entre le Gang Alpha et la D-Team.
Dans la saison 2, les parents de Max, Zoé et Rex ont été enlevés par de nouveaux ennemis : les Pirates de l'Espace. Avec l'aide de leurs anciens ennemies : Le Gang Alpha, ils vont voyager dans le temps pour sauver leurs parents et pour empêcher les Pirates de l'Espace de réunir les pierres du Cosmos.

### Voix françaises
- Cécile Florin : Max
- Julie Basecqz : Zoé
- Christophe Hespel : Rex
- Jennifer Baré : Ursula
- Laurent Vernin : Zander, Ed
- Martin Spinhayer : Docteur Z
- Franck Dacquin : Spike Taylor
- Marie Van R : Rod
- Raphaël Anciaux : Voix diverses
- Catherine Conet : Helga, Reese
- Bruno Mullenaerts, Mathieu Moreau puis Pierre Lognay : Seth
- Lionel Bourguet : Voix diverses

### Première saison (2007-2008)
1. Aventures préhistoriques (Tricératops et Tyrannosaure)
2. Du haut de ces Pyramides! (Carnotaurus, Parasaurolophus et Spinosaure)
3. Panique au Musée (Saichania)
4. Livré dans la jungle (Saltasaure)
5. Combat sur la Grande Muraille de Chine (Carcharodontosaure)
6. L'instinct maternel (Maïasaura)
7. Un magot pour un cerveau (Utahraptor)
8. Aloha! (Styracosaure)
9. Dino dans le métro (Ankylosaure)
10. Panique au centre ville (Cératosaure et Ptéranodon)
11. Panique à Monaco (Suchomimus)
12. Pris au piège
13. L'île mystérieuse
14. Le bébé du Docteur Z (Pachycéphalosaure)
15. Menace volcanique (Acrocanthosaure)
16. Dans le feu de l'action
17. Carnaval de stars (Altirhinus)
18. La danse des dinosaures (Dasplétosaure)
19. New York, New York (Seismosaurus)
20. Du swing sur le green (Supersaurus)
21. L'excursion dans les grottes (Euoplocephalus)
22. L'ovni (Megaraptor)
23. Le dino Loch Ness (Amargasaure)
24. Fashion victime (Anchicératops)
25. Mine de rien (Futabasaure)
26. Les jeux sont faits
27. Panique à Dinoland
28. Le dinosaure à son papa (Thérizinosaure)
29. Rhino ou Dino ? (Torosaure)
30. Un amour de dinosaure (Saurolophus)
31. La colère des esprits (Pawpawsaurus)
32. Plus dure sera la chute (Baryonyx)
33. Une vie de princesse (Deltadromeus)
34. Le village ninja (Deinonychus)
35. Dressé pour mordre (Iguanodon)
36. Le précieux métal (Vélociraptor)
37. Un dinosaure au Far West (Saurophaganax)
38. La déesse de fer (Stégosaure)
39. Combat pour une omelette (Mapusaurus)
40. Désordre mésozoïque (Allosaure)
41. Projecteur, caméra et action (Pentaceratops)
42. Transport express pour dinosaure (Ampélosaure)
43. Vaccination à domicile
44. Tout ce qui brille (Fukuisaurus)
45. Petit papa Dino (Mégalosaure)
46. Révélations
47. Un traître démasqué (Tyrannosaure Noir)
48. Le vrai visage de Seth
49. La guerre des dinosaures

### Deuxième saison (2008)
1. Retour vers le passé (Torvosaure)
2. Vacances romaines
3. Recherche Spartacus désespérément (Majungasaure et Shunosaure)
4. Dans l'arène
5. Tous les chemins mènent à Rome (Yangchuanosaure et Piatnitzkysaure)
6. Le dinosaure des Caraïbes (Edmontonia)
7. La course au trésor (Diceratops)
8. Poursuite en haute mer (Jobaria et Ophtalmosaure)
9. L'île au trésor
10. Une question d'harmonie (Shantungosaure et Tupuxuara)
11. Élémentaire mon cher Sanzo
12. Deux moines pour le prix d'un (Achélousaure)
13. La troisième Pierre du cosmos (Lanzhousaure)
14. Deux shoguns valent mieux qu'un (Gojirasaurus)
15. Un drôle de Shogun
16. Des dinosaures, des ninjas et des ours, quel programme !
17. Le Shogun fait son show (Tuojiangosaure)
18. Les trente-neuf voleurs (Afrovénator et Isisaure)
19. Coup de chaleur (Pachyrhinosaure et Anhanguera)
20. La cité de Zarah (Lexovisaurus)
21. Panique au palais
22. Les trois apprentis mousquetaires (Rajasaurus)
23. Les apprentis mousquetaires
24. Un pour tous…
25. Le château hanté
26. L'échange
27. L'attaque des plantes
28. À la recherche de la dernière Pierre du Cosmos (Cryolophosaure et Apatosaure)
29. La Guerre pour les Pierres
30. Le Destin de l'Univers

### Personnages
D-Team
Les membres de la D-Team sont les personnages principaux de la série et ils sont très bien informés sur les dinosaures. Dans la première saison, ils empêchent le Gang Alpha d'atteindre leur objectif et à la fin de la saison, ils ont vaincu Seth avec l'aide de leur ancien ennemi le Gang Alpha. Dans la seconde saison ils ont vaincu Les Pirates de l'Espace pour les empêcher d'atteindre leur objectif. La base de La D-Team est le Labo-D et c'est de là que la D-Team se téléporte aux endroits où apparaissent les dinosaures dans le monde entier dans la saison 1. Ses membres sont les suivants :
- Max Taylor : Max Taylor est un jeune garçon de 12 ans, fan des dinosaures depuis tout petit qui déteste la façon dont le Gang Alpha les utilise et il est le fils du Docteur Spike Taylor, un paléontologue. Max est compétitif, parfois tête brûlée et dégage une telle énergie et une telle joie de vivre que parfois, ça lui cause quelques petits problèmes. Il est amoureux de Zoé. C'est lui le leader du groupe des trois héros : la D-Team. Son partenaire est un tricératops mâle nommé Chomp, doté de l'élément éclair. Son nom complet (qu'il déteste) est Maximus. La principale différence avec le personnage du jeu est le pansement sur le nez, uniquement présent dans l'épisode 1 de la série. Il est nommé Ryuta Kodai (古代 リュウタ, Kodai Ryūta?) dans la version originale japonaise.

- Zoé Drake : Zoé a 12 ans, est une vieille amie de Max et la petite sœur de Reese qui travaille avec le Docteur Taylor. Elle est fashion victim, parfois excessivement fan de certaines stars de cinéma, de télévision ou de sport. Simple personnage secondaire dans le jeu DS, elle est ici élevée au rang de personnage principal avec des habits différents. Son dinosaure est un parasaurolophus femelle nommée Paris, dotée de l'élément herbe. Elle est nommée Malm Tatsuno (竜野 マルム, Tatsuno Marumu?) dans la version originale japonaise.

- Rex Owen/Ancien : Rex a 12 ans et est le meilleur ami de Max avec qui il se dispute souvent. Par rapport à Max, Rex est plutôt tranquille et réfléchi. Il reste en général le plus raisonnable. Les passions de Rex sont les ordinateurs et les dinosaures. Il est amoureux de Zoé bien qu'il ne le lui dira jamais. Son père adoptif est le Docteur Owen, un ami du Docteur Taylor, qui voyage beaucoup et ne peut emmener son fils qu'il laisse aux bons soins des Taylor. Mais à la fin de la première saison, il est révélé que ses vrais parents sont le Dr Ancien et le Dr Cretacia. Enfin réunis ils retournèrent en 2126 avec le Gang Alpha. Son partenaire est un carnotaurus mâle nommé Ace, doté de l'élément vent. Il est nommé Rex Owen (レックス・オーエン, Rekkusu Ōen?) dans la version originale japonaise.

- Dr Spike Taylor : Le Dr Taylor est le père de Max, il a communiqué sa passion des dinosaures à son fils et est un paléontologue de renommée internationale. C'est le chef de la D-Team, qu'il aide souvent en enquêtant sur les pierres et les cartes mystérieuses découvertes un peu partout dans le monde. Il est souvent désespéré de ne pouvoir accompagner les héros en mission. Bien que son tempérament excessif et original le rende souvent comique, il se montre de nombreuses fois compétent, ayant sauvé Max, Rex, Zoé et leurs cartes à plusieurs reprises. Il est marié à Aki. Il est nommé Dr Kenryu Kodai (古代剣竜博士, Kodai Kenryū-hakase?) dans la version originale japonaise.

- Dr Reese Drake : C'est l'assistante du Dr Taylor et la conceptrice des Dinopods, qu'elle a créés en utilisant les pierres récupérées près de la carte de Chomp. Chaque fois qu'une carte s'active et se change en dinosaure, c'est elle qui se charge de téléporter Max, Rex et Zoé à l'emplacement de l'activation et qui reste au labo pendant qu'ils tentent de récupérer la carte. Après l'enlèvement du Dr Ancien et du Dr Crétacia, c'est elle qui a terminé le travail sur les Dinoteck .C'est aussi la grande sœur de Zoé. Reese est en principe calme en permanence, et parle sans cesse d'une voix monotone, même si elle est en colère ou gênée. Zander a des sentiments pour elle, mais elle en a peu ou pas du tout. Elle reste au Labo-D dans la deuxième saison avec Rod et Laura, le Dr Owen et Patrick, avec qui elle est prise en otage par Seth et son Cryolophosaure vers la fin de la saison 2. Elle est nommée Riasu Tatsuno (竜野 リアス, Tatsuno Riasu?) dans la version originale japonaise.

Dinosaures
- Chomp : Chomp est un Tricératops doté de l'élément Eclair et c'est le partenaire de Max. Il a quatre formes : la forme d'une carte, la forme de bébé dinosaure, la forme mode de combat et la forme dinotecteur. Sous sa forme de carte, il peut être stocké dans le dinopod mais il est rarement sous cette forme. Sous sa forme de bébé dinosaure, Chomp est affectueux, il mordille souvent Max. Sous sa forme mode de combat, il peut utiliser des aptitudes dans des combats contre d'autres dinosaures, les aptitudes qu'il utilise dans la saison 1 sous sa forme mode de combat sont Charge Électrique, Lance-Éclair, Coup de Foudre et Bazooka Tonnerre. Sous sa forme dinotecteur, il a une armure jaune qu'il obtient grâce au surcapaciteur d'élément jaune et il peut utiliser de nouvelles aptitudes ; les aptitudes qu'il utilise dans la saison 2 sous sa forme dinotecteur sont Encre Plasma, Vrille du Tonnerre, Étincelle de Gatling, Tonnerre Ultime et Tonnerre Suprême. La majorité de ses techniques se basent sur des attaques de foudre puissantes et directes. Chomp est le plus fort des trois dinosaures de la D-Team car il est capable de combattre simultanément Terry et Spiny et il semble avoir une forte rivalité avec Terry, qu'il affronte presque incessamment. Il est nommé Gabu (ガブ, Gabu?) dans la version originale japonaise.

- Paris : Paris est un Parasaurolophus femelle dotée de l'élément Herbe et c'est la partenaire de Zoé. Elle a quatre formes : la forme d'une carte, la forme de bébé dinosaure, la forme mode de combat et la forme dinotecteur. Sous sa forme de carte, elle peut être stockée dans le dinopod mais elle est rarement sous cette forme. Sous sa forme de bébé dinosaure, Paris est capable de chanter avec talent ainsi que de sentir (et de provoquer) des ultrasons. Sous sa forme mode de combat, elle peut utiliser des aptitudes dans des combats contre d'autres dinosaures, les aptitudes qu'elle utilise dans la saison 1 sous sa forme mode de combat sont Don De La Nature, Aile Métallique, Piétinage et Assaut du Yeti. Sous sa forme dinotecteur, elle a une armure verte qu'elle obtient grâce au surcapaciteur d'élément vert et elle peut utiliser de nouvelles aptitudes ; les aptitudes qu'elle utilise dans la saison 2 sous sa forme dinotecteur sont Jardin d'Émeraude, Impulsion Verte et Feuille Ultime. Paris est le moins agressif des trois, elle participe moins au combat qu'Ace ou Chomp. Son aptitude est "Don de la nature", une capacité permettant de soigner les autres dinosaures, puis se procura quelques attaques de combat direct. Elle est nommée Parapara (パラパラ, Parapara?) dans la version originale japonaise.

- Ace : Ace est un Carnotaurus doté de l'élément Vent et c'est le partenaire de Rex. Il a quatre formes : la forme d'une carte, la forme de bébé dinosaure, la forme mode de combat et la forme dinotecteur. Sous sa forme de carte, il peut être stocké dans le dinopod mais il est rarement sous cette forme. Sous sa forme de bébé dinosaure, Ace a une peur terrible de l'eau, mais la surmonte à la suite de son affrontement avec un Baryonyx. Sous sa forme mode de combat, il peut utiliser des aptitudes dans des combats contre d'autres dinosaures, les aptitudes qu'il utilise dans la saison 1 sous sa forme mode de combat sont Cyclone, Attaque Ninja et Ephémère. Sous sa forme dinotecteur, il a une armure grise qu'il obtient grâce au surcapaciteur d'élément gris et il peut utiliser de nouvelles aptitudes ; les aptitudes qu'il utilise dans la saison 2 sous sa forme dinotecteur sont Frappe Ouragan, Bourasque Ultime, Explosion Sonique et Rafale mordante. Il est le plus rapide des trois, avec des techniques de vent basées surtout sur sa vitesse. Ace est le seul héros dinosaure de la D-Team à être un carnivore et c'est peut-être pour cette raison que Rex a parfois du mal à le contrôler sous sa forme de bébé dinosaure, bien qu'il ne soit pas aussi agressif que les dinosaures du Gang Alpha. Il est nommé Ēsu (エース, Ace?) dans la version originale japonaise.

Gang Alpha
Le Gang Alpha est une organisation criminelle cherchant à conquérir le monde en utilisant la puissance des dinosaures. Les membres du Gang Alpha sont les grands méchants de la première saison, ils récupèrent toutes les cartes de dinosaures qu'ils trouvent en utilisant les dinosaures capturés afin d'atteindre leur but. Ils mènent des expériences sur les cartes de dinosaures qu'ils trouvent. Mais plus tard, ils renoncent à leurs mauvaises voies à la fin de la saison 1 contre Seth en aidant la D-Team. Bien que plutôt incompétents et peu intelligents pour la plupart, ils sont efficaces quand il s'agit d'user de dinosaures pour combattre. Leur base est une île artificielle mouvante, nommée l'Île Zeta et on apprendra plus tard que c'est en fait une machine à voyager dans le temps. Puis dans la seconde saison ils aident la D-Team à combattre les Pirates de l'Espace. Ses membres sont les suivants :
- Docteur Z : le farfelu, égoïste et très stupide chef du Gang Alpha. Scientifique de génie malgré sa stupidité, il considère toutes les cartes de dinosaures comme lui revenant de droit, et en sait beaucoup trop sur elles, bien qu'il n'en soit pas le créateur. Colérique, Le Dr Z crie souvent sur ses subordonnés lorsqu'ils échouent, mais il n'est lui-même apparemment pas forcément fiable, faisant exploser régulièrement son labo, selon Ursula. D'ailleurs, ses inventions finissent toujours par exploser. Le Dr Z est aussi superstitieux et emploie généralement des fossiles de griffes ou de petits os lancés sur une carte pour trouver ses cibles (ce qui marche apparemment à chaque fois). Il reste en général à l'Île Zeta, mais il lui arrive de participer personnellement en mission, généralement pour récupérer des dinosaures vraiment importants pour lui qu'il considère comme ses "bébés". Son objectif affirmé est de créer un royaume de dinosaures dont il serait le maître, objectif qualifié d'"irréalisable" par Seth dans les derniers épisodes, ce que la D-Team approuve. Il contrôle les trois dinosaures du gang Alpha. Il est nommé Dr Sonoida (Dr.ソーノイダ, Dokutā Sōnoida?) dans la version originale japonaise.

- Ursula : la principale membre du trio, usuellement envoyée pour récupérer des cartes. Ursula est colérique, et reporte souvent injustement sa colère et la faute sur ses deux camarades. Elle est aussi narcissique, avec une haute idée, presque illusoire, de sa beauté. Un gag récurrent est qu'elle est constamment traitée de "vieille dame", généralement par Zoé et également (mais moins souvent) par Max, ce qui a le don de l'exaspérer au plus haut point, et qu'elle est capable de toujours l'entendre par un moyen inconnu, peu importe où elle se trouve : à deux ou trois reprises, elle a entendu Zoé la dénommer ainsi à des kilomètres de distance, voire de l'autre côté du monde (dit au Japon, elle l'entend à Paris) ce qui sera utile à la D-Team pour déterminer la position du gang Alpha. Elle contrôle le plus souvent Terry. À l'instar de Zoé, elle ne porte pas les mêmes vêtements que dans le jeu DS/arcade. Elle est nommée Usarapa (ウサラパ, Usarapa?) dans la version originale japonaise.

- Zander : le second du trio. Zander est un homme grand et maigre, qui tente en général de se montrer intelligent, mais est surtout lâche et maladroit. Il tombe amoureux de Reese à un certain point de la série, ce à quoi cette dernière est, comme toujours, presque indifférente. Il contrôle la plupart du temps Spiny. Dans le jeu DS/arcade, c'est un chimiste de talent. Il est nommé Noratty (ノラッティ～, Norattī?) dans la version originale japonaise.

- Ed : le troisième et dernier du trio. À l'inverse de Zander, Ed est obèse et plutôt petit. Il est gourmand et assez stupide, même comparé à ses deux camarades, pensant généralement avec son estomac. D'entre lui et Zander, il semble être celui qui agit le plus comme souffre-douleur d'Ursula. Il contrôle à l'habitude Tank. Il est nommé Edo (エド?) dans la version originale japonaise.

- Rod et Laura : les petits-enfants du Docteur Z, surdoués bien qu'à peine aussi âgés que les héros de la D-Team. Rod est un expert en technologie qui assiste souvent son grand-père, tandis que Laura est une championne en économie qui gère les affaires monétaires du Gang Alpha. Bien que largement plus intelligents qu'Ursula, Zander ou Ed, et meilleurs qu'eux au combat, ils restent en général à l'Île Zeta au début de la série. Cependant, plus tard dans la série, Seth profite du fait qu'ils s'ennuient pour leur demander de récupérer des cartes de dinosaures pour son propre compte. Ils sont au départ souvent sarcastiques et moqueurs vis-à-vis de la D-Team, mais développent une amitié avec eux vers les derniers épisodes de la saison 1. Ils sont nommés Roto (ロト?) et Loa (ロア, Roa?) dans la version originale japonaise.

- Seth : Le membre le plus mystérieux. Seth est un humain mystique qui possède une très vaste connaissance des cartes de dinosaures, et agit souvent dans le dos de ses camarades, le Docteur Z y compris. Étant le plus intelligent du Gang Alpha, il est souvent à l'écart d'Ursula, Zander et Ed, et dénie toute association avec eux. Contrairement à ces derniers, il possède des principes dans une certaine mesure, tenant toujours parole même à ses ennemis. Il reste en général à l'Île Zeta pour s'occuper des machines (ce qui pourrait lui valoir un statut de figurant que l'on oublie jusqu'à ce qu'il réapparaisse), et tente vers la fin de la saison 1 de réunir des cartes pour son propre compte par l'intermédiaire de Rod et Laura. Seth souhaite modifier l'ADN des dinosaures pour aider à leur évolution, et créer des spécimens les plus puissants possibles. Vers la fin de la saison 1, il trahit ses camarades, il utilisa d'abord le Saurophaganax obtenu par Rod et Laura, qu'il a modifié pour utiliser l'attaque surpuissante Océan de feu pour combattre la D-Team et le Gang Alpha mais il fut vaincu par la D-Team. Il parviendra cependant à créer un "Tyrannosaure Noir", d'une taille et d'une puissance démentielle, même comparée aux autres dinosaures. Quand il fut battu par les forces combinées de la D-Team et du Gang Alpha, Max et Chomp tentèrent de l'arrêter par eux-mêmes et Seth fut aspiré dans le flux temporel. Il est nommé Nopis (ノーピス, Nōpisu?) dans la version originale japonaise.

- Helga : la colérique bonne de Zeta Point, capable d'effrayer l'ensemble du Gang Alpha, (et surtout le Docteur Z, mais pas Seth). Dans certains épisodes, elle semble trop forte et grande pour être humaine. Il est plus tard révélé qu'elle est en fait une robot assemblée par Z pour s'occuper de Rod et Laura (bien qu'il ne soit pas le créateur, et ne soit par conséquent pas capable de la réparer…), et qu'elle possède une force suffisante pour battre un Stégosaure. Seth la désactive finalement en secret pour permettre à Rod et Laura de quitter librement Zeta Point, ce qui sème le désordre à la base du Gang Alpha, mais elle est retrouvée et réactivée un peu plus tard, bien qu'avec des défauts de fonctionnement. Helga n'est pas vraiment une ennemie, son rôle se limite à celui de bonne et elle ne cherche jamais volontairement à mettre des bâtons dans les roues à la D-Team : le pire qu'elle leur ait fait est d'avoir tenté de les forcer à faire des devoirs lorsqu'ils étaient coincés à l'Île Zeta, les ayant pris pour des enfants au même titre que Rod et Laura. Elle est nommée Dalbonn (タルボーンヌ, darubōnnu?) dans la version originale japonaise.

- Les Robots Alpha : des robots conçus pour servir variablement de soldats, de servants et de main-d'œuvre. Ils sont cependant si pauvrement programmés qu'ils échouent dans presque tout ce qu'ils entreprennent. Ils peuvent éventuellement gêner un dinosaure s'ils sont assez nombreux, mais se font rapidement battre ensuite. Ils ont un vocabulaire très limité, ne disant que ce qu'ils sont en train de faire (<<Capture! Capture!>> par exemple).

Dinosaures
- Terry : un Tyrannosaurus généralement utilisé par Ursula, le Docteur Z, Rod ou Zander, est le premier dinosaure du Gang Alpha et est doté de l'élément Feu. Agressif, Terry semble ne pas apprécier le Docteur Z, dont il mord souvent la barbe. Il a apparemment une forte rivalité avec Chomp, qui est son adversaire le plus récurrent. Le lieu où il a été trouvé n'a jamais été révélé, mais il s'agit vraisemblablement de l'Amérique du Nord car le Tyrannosaure est originaire de ces contrées. Ses aptitudes sous sa forme mode de combat sont "Explosion volcanique", "Brise nuque" (ce qui rappelle la technique de chasse de ce dinosaure), "Broyage caudale" et "Océan de feu". Il est nommé Tyranno (ティラノ, Tirano?) dans la version originale japonaise.

- Spiny : un Spinosaurus doté de l'élément Eau généralement utilisé par Zander ou Ursula, trouvé en Égypte dans l'épisode 2. Lorsque le Gang Alpha utilise simultanément deux dinosaures, Spiny est presque toujours l'un des deux, le second étant en général Terry. C'est un nageur très compétent. Son aptitude est "Onde de choc" et il utilisera aussi l'attaque "Broyage caudal". De tous les Dinosaures du Gang Alpha il est le plus rapide et le plus grand mais il est le plus faible au combat. Il est le rival de Paris de la D-Team. Il est nommé Spino (スピノ, Spino?) dans la version originale japonaise.

- Tank : un Saichania doté de l'élément Terre généralement utilisé par Ed ou Ursula, trouvé dans un musée d'Angleterre au cours de l'épisode 3. Originellement pacifique, Tank a vu sa personnalité altérée par la technologie du Docteur Z, le rendant particulièrement agressif comparé à la plupart des herbivores. C'est le dinosaure le plus doué en défense du Gang Alpha. Ses aptitudes sont "Dino tourbillon", "Barrière de la Terre" et "Tremblement de Terre". Il est à noter qu'il est le seul quadrupède et le seul herbivore du groupe, tout comme Ace est le seul bipède et le seul carnivore de la D-Team. Il est le rival de Ace de la D-Team. Il est nommé Saika (サイカ, Saika?) dans la version originale japonaise.

Il est à noter que le Docteur Z possédé un Megalosaure, un Pachycéphalosaure, un trio de Deinonychus et un Thérizinosaure qu'il a élevés et modifiés pour être surpuissants mais il les a perdus a un moment donné avant le début de la série sauf le Megalosaure.
Les Pirates de l'Espace
Les Pirates de l'Espace sont des criminels spatiaux au corps a priori humain, mais dotés d'ailes de chauve-souris dans le dos, à la recherche des pierres du cosmos. Ce sont les principaux antagonistes de la saison 2. Afin d'assouvir leur quête des pierres, ils kidnappent les docteurs Ancien et Crétacia (les parents de Rex), ainsi que les parents de Max et de Zoé se trouvant avec eux, pour qu'ils créent un détecteur de pierres du cosmos. Ils manient des cartes de dinosaures manipulés mentalement et équipés "d'armures spectrales" (qui tirent sans doute leur nom de leur leader) et chacun possède un "dinosaure modifié" personnel (dont les noms se référent à des espèces de ces dits dinosaures, comme Stegosaurus armatus)
- Le Spektre : C'est le chef des Pirates de l'Espace, il utilise les dinosaures pour rassembler les pierres du cosmos qui lui permettront de contrôler l'espace et le temps. C'est lui qui fournit à ses acolytes les cartes de dinosaures et les cartes d'aptitudes. On voit souvent le Spektre avec Brontikins plus petit dans ses bras. C'est un piètre chanteur, qui croit avoir du talent. Son dinosaure modifié personnel est Brontikens l'Apatosaure (appelé aussi Brontosaure, ce qui explique le nom). Il est nommé Jark (ジャーク, Jāku?) dans la version originale japonaise. Dans le jeu d'arcade, il a un fils nommé Goma.

- Gabbro : Gabbro est un stupide et puissant géant. Son Activateur de Dino-carte est sur son armure de torse. Son dinosaure modifié personnel est Gigas le Tyrannosaurus. Il est nommé Gunenco (グーネンコ, Gūnenko?) dans la version originale japonaise.

- Foolscap : Foolscap a le corps mince, il est assez réfléchi et agile. Son Activateur de Dino-carte est sur son bandeau. Son dinosaure modifié personnel est Armatus le Stegosaurus. Il est nommé Zapper (ザッパー, Zappā?) dans la version originale japonaise.

- Sheer : Elle a une belle apparence, mais un cœur impitoyable. Son Activateur de Dino-carte est sur son collier. Son dinosaure modifié personnel est Maximus le Triceratops. Elle est nommée Mihasa (ミハサ, Mihasa?) dans la version originale japonaise.

- Seth : Il a été secouru par les Pirates de l'Espace. Puis il s'est allié à eux sous le pseudonyme du "Quatrième Homme". Seth cherche en fait les pierres du cosmos pour voyager dans le temps à son propre compte, et ainsi se faufile dans le vaisseau de la D-Team pour récupérer les redoutable artefacts. Il attaque finalement les Pirates de l'Espace avec son Cryolophosaurus. Après une bataille avec la D-Team, il parvient à obtenir les Pierres du Cosmos avant que les Pirates de l'Espace ne les récupèrent encore une fois. Puis les Pierres du Cosmos forment un Ptérosaure Noir. Seth a fini inconscient en enfonçant le vaisseau dans le Ptérosaure en cherchant à le détruire après avoir découvert ses fautes. Son corps comateux est reconduit dans l'avenir (en 2126) avec Rex, ses parents, Jonathan et le Gang Alpha.

- Goma : Il est le fils du Spektre et apparaît uniquement dans le jeu vidéo d'arcade, il fut d'abord un membre des Pirates de l'Espace, mais il est maintenant le chef du Royaume de l'Ombre. Après avoir appris que la D-Team ait vaincue son père et ses trois sbires, il viendra lui-même défier la D-Team. Il utilise un Eocarcharia comme dinosaure modifié personnel qui possède l'élément Feu. Il est nommé Goma (ゴーマ?) dans la version originale japonaise.

#### Les Familles
- Aki Taylor: Aki est la mère de Max et elle est mariée à Spike Taylor. C'est une femme au foyer, qui plus jeune faisait du théâtre. Elle croit que les dinosaures sont des chiens, jusqu'à un certain point de la série. Elle est nommée Aki Kodai (古代 亜紀, Kodai Aki?) dans la version originale japonaise.

- Dr Foster Owen : Dr Owen est le collègue du Dr Taylor. C'est le père adoptif de Rex. Un soir dans son musée, il trouva au pied d'un squelette de dinosaure Rex bébé et décida de l'adopter. Il envoie Rex vivre avec la famille Taylor pour qu'il ait un environnement plus familial, le temps de chercher une femme pour qu'il ait une mère. Il tombera amoureux de Ursula. Il lui demandera même de l'épouser dans la saison 1, mais celle-ci appartenant au gang Alpha et Rex, Max et Zoé étant ses ennemis, elle refusera.

- Patrick : Patrick est l'assistant du Dr Owen, il voyage souvent avec lui et a de l'expérience en lasso.

- Dr Drake et Mme Drake : Ce sont les parents de Zoé et Reese. Le Dr Drake est un vétérinaire qui se promène souvent avec une énorme seringue (conçue pour les éléphants), sa femme Mme Drake aime bien promener leur chien, autruche et cochon tous les matins.

- Professeurs Ancien & Crétacia  : Les parents biologiques de Rex. Le professeur Crétacia a accouché de Rex pendant qu'ils étaient dans le passé à l'ère des dinosaures. À cause de Seth et du Dr Z qui les ont jetés du vaisseau après l'accouchement du professeur Crétacia lorsqu'ils revinrent dans le futur, ils atterrirent dans un autre temps que Rex. Ce sont tous les deux des paléontologues, qui ont découvert un moyen de transformer les dinosaures en cartes. Ils reviennent à la fin de la saison 1 pour ramener Rex et toutes les cartes avec eux.

- Jonathan : Jonathan apparaît dans le monde entier, sous différentes formes (pilote d'un avion, vendeur de cartes, le guide touristique de Bali, peintre, maitre ninja, un célèbre chef cuisinier et un chef de train), habituellement à l'endroit où les dinosaures sont découverts et utilisant comme déguisement sa tête mise à l'envers (ses cheveux deviennent sa barbe). Il est finalement révélé être un robot, comme Helga, construit par le professeur Ancien. C'est leur majordome.

### Dinosaures et aptitudes
En 2126, les professeurs Ancien et Crétacia ont découvert les pierres élémentaires, qui leur ont délivré un message des dinosaures les suppliant de les aider. Une fois à l'époque du Mésozoïque, les savants ont utilisé un système très perfectionné pour transformer les dinosaures en cartes pour les ramener au XXIIe siècle. Le Docteur Z a créé en parallèle les cartes d'aptitudes pour organiser des combats de dinosaures. Chaque dinosaure a une carte d'aptitude « personnelle » mais ils peuvent utiliser celles des autres ou des « artificielles » créées sans utilisateurs précis, pourvu qu'elles soient du même type que celui du dinosaure. Certains dinosaures sont eux-mêmes des cartes d'aptitudes, c'est-à-dire qu'ils ne peuvent être appelés seul, très puissantes, d'autres sont plusieurs dans une même carte.
Les Dinosaures Éclair sont tous des représentants du groupe des cératopsidés. Dans la série apparaissent :
- Chomp le Triceratops (Charge électrique/Lance éclair/Coup de foudre/Bazooka Tonnerre/Ancre plasma/Tonnerre ultime/Etincelle de Catling/Vrille du tonnerre/Tonnerre Suprême)
- Styracosaure (Lance éclair)
- Anchiceratops (Écrasement mortel)
- Torosaure (Coup de foudre)
- Pentaceratops (aucune)
- Diceratops (aucune)
- Achelousaure (attaque explosive)
- Pachyrhinosaure (Piquet d'Anhangera)
- Maximus le Triceratops (Châtiment spectral)

Les Dinosaures Herbe  sont des représentants de plusieurs groupes mais domine celui des hadrosaures. Dans la série apparaissent :
- Paris le Parasaurolophus (Don de la nature/Ailes métalliques/Piétinnage/Assaut du Yéti/Jardin émeraude/Feuille ultime/Impulsion verte)
- Maiasaura (Frappe longeante)
- Ptéranodon (Ils sont trois à former la carte d'aptitude Ailes métalliques utilisée par Paris)
- Altirhinus (Super impact)
- Seismosaurus (il est lui-même la carte d'aptitude Assaut du Yéti utilisée par Paris)
- Supersaurus (il est lui-même la carte d'aptitude Super impact utilisée par l'Altirhinus)
- Saurolophus(2 cartes coexistent) (aucune)
- Iguanodon (aucune)
- Fukuisaurus (Jardin d'émeraude)
- Shantungosaure  (Impulsion verte)
- Tupuxuara (Il est lui-même la carte d'aptitude Impulsion verte utilisée par Paris et Shantungosaure)
- Lanzhousaure (Aspiration d'énergie)

Les Dinosaures Vent sont tous des représentants des groupes des theropodes, en particulier des coelurosaures et des carnosaures. Dans la série apparaissent :
- Ace le Carnotaurus (Cyclone/Attaque Ninja/Éphémère/Bourrasque ultime/Rafale mordante/Frappe ouragan/Explosion sonique)
- Utahraptor (Puissance atomique)
- Ceratosaure (aucune)
- Megaraptor (Attaque Ninja/Frappe Ouragan)
- Deltadromeus (aucune)
- Allosaure (Éphémère)
- Majungasaurus (Éphémère)
- Gojirasaurus (Défense explosif)
- Afrovenator (Lancer de tornade)

Les Dinosaures Feu comptent des représentants du groupe des carnosaures, des tyrannosauridés et un peu plus rarement des abélisauridés. Dans la série apparaissent :
- Terry le Tyrannosaure (Explosion volcanique/Brise nuc/Équipe d'étiquette/Broyage caudale/Parade spéciale/Furie finale/Océan de feu/Feu ultime/Éruption de chaleur/Explosion de magma)
- Carcharodontosaure (Canon enflammé)
- Acrocanthosaure (aucune à l'origine, il crache du feu après modification en Acrocanthosaure Alpha)
- Daspletosaure (Bombe enflammée)
- Saurophaganax (Explosion de magma/Océan de feu)
- Mapusaurus (Attaque enflammée/Bombe enflammée/Éruption de chaleur)
- Torvosaure (Explosion de magma)
- Yangchuanosaure (Plaquage de feu/Dents venimeuses)
- Rajasaurus (Attaque tournoyante)
- Tyrannosaure Noir (Océan de feu)
- Gigas le Tyrannosaure (Explosion de magma/Lanceur spectral)

Les Dinosaures Eau sont des représentants de divers groupes, comprenant les spinosauridé et les sauropodes. Dans la série apparaissent:
- Spiny le Spinosaure (Onde de choc/Broyage caudale/Canon de Futabasaure/Épée d'Eau/Ultime attaque aqua/Piquet d'Anhanguera/Lame Aqua)
- Saltasaure (aucune)
- Suchomimus (aucune)
- Amargasaure (aucune)
- Futabasaure (il est lui-même la carte d'aptitude Canon de Futabasaure utilisée par Spiny)
- Baryonyx (Fouet Aqua)
- Ampelosaure (Vortex Aqua)
- Shunosaure (Vortex Aqua)
- Jobaria (Onde de choc/Panique océan)
- Ophtalmosaure (Il forme la carte d'aptitude Panique Océan utilisée par le Jobaria)
- Isisaure (Lame Aqua)

Les Dinosaures Terre sont tous des représentants du sous-ordre des thyreophores. Dans la série apparaissent : 
- Tank le Saichania (Contre-Attaque/Dino tourbillon/Barrière de la Terre/Tremblement de Terre/Terre ultime/Sabre sismique/Piquet de Tupuxuara/Flèches Pointues)
- Ankylosaure (Taupe attaque)
- Euoplocephalus (Sabre sismique)
- Stegosaure (Flèches pointues)
- Edmontonia (Catapulte)
- Tuojiangosaure (Sabre sismique)
- Lexovisaurus  (Piège de sable)
- Armatus le Stégosaure (Piquant spectral)

Les Dinosaures Aide sont des cartes d'aptitude sans type particulier (des dinosaures comme le Seismosaurus ou le Futabasaurus ne sont pas compris dans cette catégorie car ils ont un type), symbolisé d'un point d'exclamation (dans la série il n'y a aucun symbole), qui envoie le dinosaure sur le terrain pour un coup surpuissant ou un bouclier inviolable tant que leur équipier est debout. Certaines aptitudes, comme « Broyage caudale », sont également de ce type, permettant à n'importe quel dinosaure de les utilisées. Dans la série apparaissent :
- Pawpawsaurus (Équipe d'étiquette)
- Velociraptor (Parade spéciale/Furie finale)
- Piatnitzkysaure  (Dents venimeuses)
- Anhanguera (Piquet d'Anhanguera)
- Tupuxuara (Piquet de Tupuxuara)

Les Dinosaures à Élément Secret sont des dinosaures modifiés pour être surpuissants, symbolisés par un point d'interrogation (des rayons solaires dans la série) bien que l'on peut donner un type inédit ou pas à certains, tel le Tyrannosaure Noir que l'on peut classer en « feu ».
Dans la série apparaissent :
- Pachycephalosaure (Rayon laser)
- Therizinosaurus (Lames griffes/Griffes giratoires)
- Deinonychus (Coup de queue/Attaque en vrille/Attaque croisée/Pluie galactique)
- Megalosaure (Lancer en apesanteur/Chute gigantesque)
- Brontikens l'Apatosaure (Destruction spectrale)
- Cryolophosaure (Cristaux de neige/Frappe Blizzard)

## Jeux vidéo d'arcade
Le dessin animé est basé sur la série de jeux vidéo d'arcade Dinosaur King dont le premier jeu est sortie en 2005 et développé et édité par Sega. Le joueur incarne Max qui grâce aux pierres élémentaires, remonte le temps avec son ami Rex pour empêcher le Gang Alpha de capturer les dinosaures et de les utiliser pour conquérir le monde. Le système de combat est celui du pierre/papier/ciseaux, permettant de choisir à chaque tour qui attaque et fait ainsi perdre des points de vie au dinosaure adverse, jusqu'à ce qu'il ne puisse plus se battre. Le jeu utilise un système de cartes avec un code à barres qui sera lue par le lecteur de la machine et invoquera le dinosaure de la carte dans le jeu lui permettant aussi d'utiliser des cartes d'aptitude. Il est possible de faire des combats entre deux joueurs. 3 autres jeux vidéo d'arcade sortiront jusqu'en 2008.

## Jeu vidéo sur DS
Dans le jeu vidéo sur DS, le joueur incarne au choix un des deux personnages principaux (Max Taylor et Rex Owen/Ancien), et commence avec un dinosaure précis (respectivement un Triceratops s'il choisit Max et un Carnotaurus s'il choisit Rex Owen/Ancien). Il suit ensuite plusieurs quêtes durant lesquelles il doit affronter différents membres du Gang Alpha usant eux aussi des dinosaures, déterrer et restaurer des fossiles, gagner de nouvelles aptitudes au cours des combats, tout cela dans un système assez proche de Pokémon. À cette fin, il visite les différents continents (basés sur ceux du monde réel), et trouve les fossiles de chaque dinosaure sur le continent où ils ont été trouvés dans la réalité. Les combats sont basés sur le système du jeu vidéo d'arcade : un système de pierre/papier/ciseaux.

## Manga
Il y a aussi une adaptation en manga par Yohei Sakai (auteur de Toyuki).
Il est édité par Shōgakukan et pré-publié dans le magazine Coro Coro Dragon au Japon.
Il est traduit et édité en anglais par Viz Media.

## Neuvelle
Et serie televisee produit par Cinar et EM.TV & Merchadising AG diffusee en 1985 sur CBC.

En France serie diffusee en 1987 sur TF1
- Type: Action
- Titre original: The New Adventures of Dinosaur King, Dinosaur King (staffel 1985)
- Production:Thomas Haffa Produktion GmbH, Cinar
- Pays d' origine:  Canada,  Allemagne,  Japon
- Chaîne de origine: CBC Television
- Saison:1
- Episode:12
- Duree: 31 minutes
- Diff.origine: 1985